# Giovanola

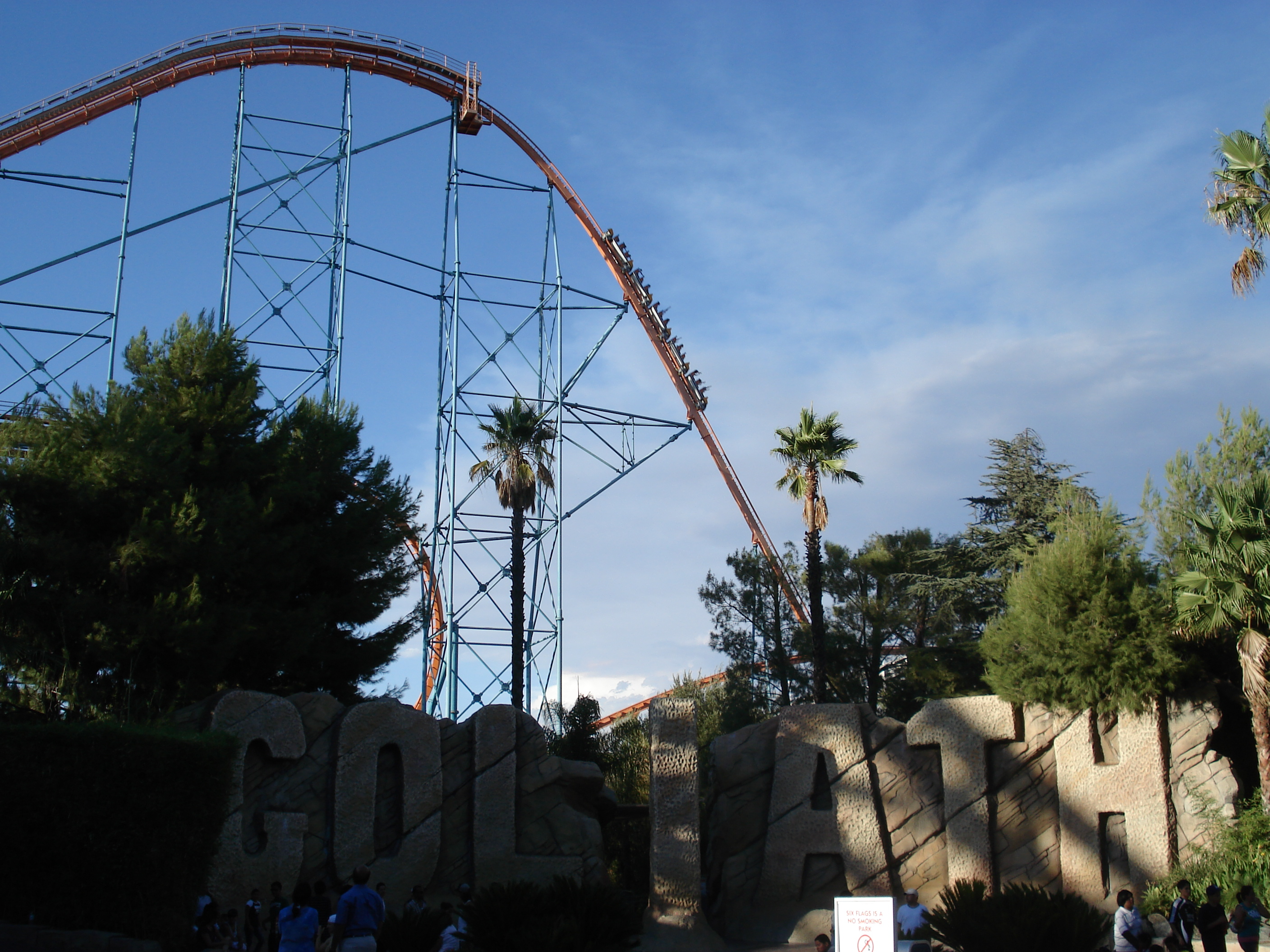
De Goliath (Six Flags Magic Mountain) van Giovanola.

Giovanola was een staalproducent uit Monthey, Zwitserland en was opgericht in 1888 door Joseph Giovanola. Onder zijn leiding heeft het bedrijf een aantal onderzeeërs geproduceerd.
Vanaf de jaren 1980 werd het bedrijf gevraagd om te helpen met staalconstructies door Intamin als onderaannemer. Dit gebeurde bijvoorbeeld bij het maken van de Bob in De Efteling. Daardoor is het bedrijf afgesplitst  in 1998 als attractie- en achtbaanbouwer onder de naam Giovanola Amusement Rides Worldwide.
Midden jaren 1980 hadden twee ingenieurs van het bedrijf, Claude Mabillard and Walter Bolliger, een nieuw soort achtbaanrails ontwikkeld. In 1987 verlieten de twee het bedrijf en richtte Bolliger & Mabillard, een bedrijf gespecialiseerd in achtbaanconstructie, op.

## Megacoasters
Giovanola musement Rides Worldwide bouwde een aantal attracties en drie achtbanen. Het waren twee hypercoasters. Deze zijn: 
- Goliath (Six Flags Magic Mountain)
- Titan (Six Flags Over Texas)

En ze bouwde ook één omgekeerde achtbaan:
- Anaconda (Gold Reef City) in Zuid-Afrika.

## Faillissement
Giovanola Amusement Rides Worldwide ging in 2001 failliet na de bouw van Titan wat het einde inluidde van de attractie- en achtbaanbouw. Het gehele concern ging in 2004 failliet omdat er te weinig aanvragen waren om achtbanen te bouwen. De Zwitserse achtbaanbouwers Bolliger & Mabillard (B&M) en Intamin AG hebben Giovanola overgenomen.